# Graphe dodécaédrique
Le graphe dodécaédrique est, en théorie des graphes, un graphe 3-régulier possédant 20 sommets et 30 arêtes.

## Propriétés

### Propriétés générales
Il existe cinq graphes correspondant aux squelettes des cinq solides de Platon. Le graphe dodécaédrique est l'un d'eux. Les quatre autres sont le graphe tétraédrique, le graphe hexaédrique, le graphe octaédrique et le graphe icosaédrique.
Le diamètre du graphe dodécaédrique, l'excentricité maximale de ses sommets, est 5, son rayon, l'excentricité minimale de ses sommets, est 5 et sa maille, la longueur de son plus court cycle, est 5. Il s'agit d'un graphe 3-sommet-connexe et d'un graphe 3-arête-connexe, c'est-à-dire qu'il est connexe et que pour le rendre déconnecté il faut le priver au minimum de 3 sommets ou de 3 arêtes.
Le line graph du graphe dodécaédrique est le graphe icosidodécaédrique.

### Coloration
Le nombre chromatique du graphe dodécaédrique est 3. C'est-à-dire qu'il est possible de le colorer avec 3 couleurs de telle façon que deux sommets reliés par une arête soient toujours de couleurs différentes. Ce nombre est minimal.
L'indice chromatique du graphe dodécaédrique est 3. Il existe donc une 3-coloration des arêtes du graphe telle que deux arêtes incidentes à un même sommet soient toujours de couleurs différentes. Ce nombre est minimal.
Il est possible de compter les colorations distinctes d'un graphe. Cela donne une fonction dépendant du nombre de couleurs autorisé. Cette fonction est polynomiale et est qualifiée de polynôme chromatique du graphe. Ce polynôme admet pour racines tous les entiers positifs ou nuls strictement inférieurs à 3 et est de degrés 20. Il est égal à : {\displaystyle (x-2)(x-1)x(x^{17}-27x^{16}+352x^{15}-2950x^{14}+17839x^{13}-82777x^{12}+305866x^{11}-921448x^{10}+2297495x^{9}-4783425x^{8}+8347700x^{7}-12195590x^{6}+14808795x^{5}-14713381x^{4}+11613602x^{3}-6892084x^{2}+2751604x-555984)}.

### Propriétés algébriques
Le graphe dodécaédrique est symétrique, c'est-à-dire que son groupe d'automorphismes agit transitivement sur ses arêtes, ses sommets et ses arcs. Son groupe d'automorphismes est d'ordre 120 et est isomorphe à celui des isométries du dodécaèdre régulier, à savoir {\displaystyle A_{5}\times Z/2Z}, le produit direct de {\displaystyle A_{5}}, le groupe alterné sur 5 éléments et de Z/2Z, le groupe cyclique d'ordre 2.
Seuls deux graphes cubiques symétriques à 20 sommets existent et 20 est le plus petit ordre où il existe deux graphes cubiques symétriques distincts : F20A et F20B selon la notation du Foster Census. F20A est le graphe dodécaédrique, F20B est le graphe de Desargues. Aux ordres 4, 6, 8, 10, 14, 16 et 18 il n'existe qu'un seul graphe cubique symétrique.
Le polynôme caractéristique  de la matrice d'adjacence du graphe dodécaédrique est : {\displaystyle (x-3)(x-1)^{5}x^{4}(x+2)^{4}(x^{2}-5)^{3}}. Le graphe dodécaédrique est donc un graphe intégral, un graphe dont le spectre est constitué d'entiers.